# Pietrowice Wielkie (gmina)
Pietrowice Wielkie (dawniej gmina Pietrowice) – gmina wiejska w Polsce położona w województwie śląskim, w powiecie raciborskim. W latach 1975–1998 gmina położona była w województwie katowickim.
Siedziba gminy to Pietrowice Wielkie.
Według danych z 30 czerwca 2004 gminę zamieszkiwały 7203 osoby.

## Struktura powierzchni
Według danych z roku 2002 gmina Pietrowice Wielkie ma obszar 68,07 km², w tym:
- użytki rolne: 87%
- użytki leśne: 4%

Gmina stanowi 12,51% powierzchni powiatu.

## Demografia

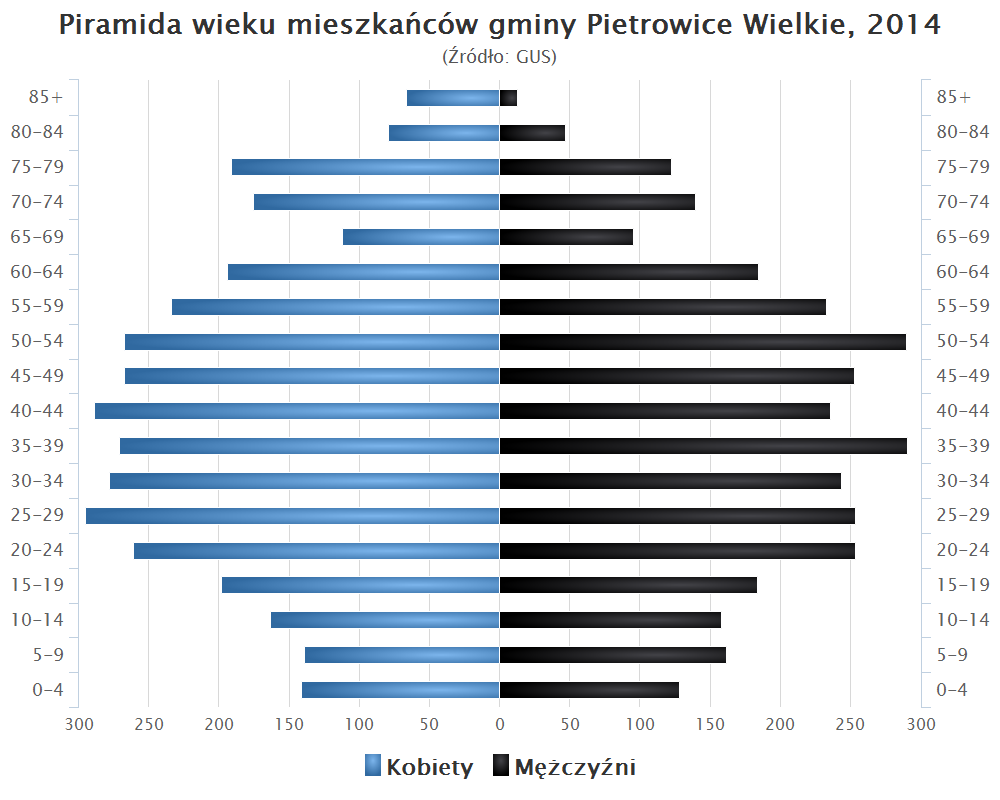
Piramida wieku mieszkańców gminy Pietrowice Wielkie w 2014 roku

Dane z 30 czerwca 2004:
| Opis                              | Ogółem | Ogółem | Kobiety | Kobiety | Mężczyźni | Mężczyźni |
| --------------------------------- | ------ | ------ | ------- | ------- | --------- | --------- |
| jednostka                         | osób   | %      | osób    | %       | osób      | %         |
| populacja                         | 7203   | 100    | 3769    | 52,3    | 3434      | 47,7      |
| gęstość zaludnienia (mieszk./km²) | 105,8  | 105,8  | 55,4    | 55,4    | 50,4      | 50,4      |

## Transport

### Drogi
Przez gminę Piotrowice Wielkie przebiegają następujące drogi wojewódzkie:
- 416 Racibórz (DK45) - Żerdziny - Szóstak - Pietrowice Dolne - Kietrz - Głubczyce (DK38) - Głogówek (DK40) - Żywocice (DK45) k. Krapkowic
- 417 Żerdziny - Pawłów - Krowiarki - Laskowice (DK40)
- 916 Racibórz (DK45) - Samborowice - granica z Czechami

Przez gminę Pietrowice Wielkie przejeżdża 9 dróg powiatowych, o łącznej długości w gminie wynoszącej: 27,7 km.
| Numer drogi | Przebieg odcinka drogi                                                                         | Długość drogi w (m) |
| ----------- | ---------------------------------------------------------------------------------------------- | ------------------- |
| 3502S       | Pawłów (ul. Powstańców Śląskich) - Maków (ul. Raciborska)                                      | 5 320               |
| 3503S       | Strzybniczek (ul. Kolonia) - Pawłów (ul. Gamowska)                                             | 2 060               |
| 3504S       | Pawłów (ul. Pietrowicka) - Kornice (ul. Spółdzielcza) - Pietrowice Wielkie (ul. Jana Pawła II) | 3 969               |
| 3505S       | Pietrowice Wielkie (ul. Janowska) - Cyprzanów (ul. Janowska) - Lekartów (ul. Raciborska)       | 4 434               |
| 3506S       | Samborowice - Krzanowice (ul. Samborowicka, ul. Ogrodowa, ul. Długa)                           | 788                 |
| 3524S       | Jastrzębie - Turmasy - Krowiarki (ul. Flowarczna)                                              | 4 691               |
| 3525S       | Maków - Kornice (ul. Przemysłowa)                                                              | 2 018               |
| 3526S       | Pietrowice Wielkie (ul. Bończyka) - Gródczanki (ul. Wiejska) - granica państwa                 | 3 441               |
| 3547S       | Sławienko (ul Długa) - Gamów (ul. Długa) - Strzybniczek                                        | 1 062               |
|             |                                                                                                | 27 783              |

## Sołectwa
Amandów, Cyprzanów, Gródczanki, Kornice, Krowiarki, Lekartów, Maków, Pawłów, Pietrowice Wielkie, Samborowice, Żerdziny
Osady i kolonie
Paszów, Poddębina, Skowronów, Szóstak (kolonia), Szóstak (osada), Turmasy

## Sąsiednie gminy
Baborów, Kietrz, Krzanowice, Racibórz, gmina Rudnik. Gmina sąsiaduje z Czechami.